# 臺北市私立中山國民小學
臺北市私立中山國民小學是一所位於臺灣臺北市文山區的私立小學，設有小學部與幼兒園，占地1200坪。

## 外部連結
- 官方网站